# V652 Возничего
V652 Возничего (лат. V652 Aurigae) — одиночная переменная звезда в созвездии Возничего на расстоянии (вычисленном из значения параллакса) приблизительно 53380 световых лет (около 16367 парсеков) от Солнца. Видимая звёздная величина звезды — от +13,2m до +12,6m.

## Характеристики
V652 Возничего — красно-оранжевая пульсирующая медленная неправильная переменная звезда (LB:) спектрального класса M-K. Эффективная температура — около 3552 K.